# Capilla y necrópolis de San Victor de Barxacova
La capilla y necrópolis de San Vítor de Barjacoba (en gallego, Capela e necrópole de San Vítor de Barxacova) es un conjunto arqueológico situado en el ayuntamiento de Parada del Sil, formado por los restos de una capilla medieval y una necrópolis con tumbas antropomorfas excavada en piedra.

## Situación
El enclave está e el valle del río Mao, cerca de la desembocadura en el río Sil, en la parroquia de San Lorenzo de Barjacoba. Justo en la ladera opuesta hay otro peñasco llamado la Pena do Castelo (Piedra del Castillo), ya en el ayuntamiento de La Teijeira.

## Historia
Fue un lugar de paso desde tiempo atrás. Cerca del camino que va hacia el puente románico de Canceliñas fue encontrada la espada de Forcas (Edad del Bronce), y en el propio recinto aparecieron restos de tejas romanas. Se baraja la teoría de que tuviese su origen como lugar de observación del paso del río Mao, junto con el peñasco de la Pena do Castelo.
La capilla y la necrópolis pertenecieron al coto del monasterio de Santa Cristina de Ribas de Sil. A su vez, hasta el siglo XII perteneció al monasterio de San Lorenzo de Barjacoba, que en ese momento pasó a ser bailía de la encomienda de Quiroga, perteneciente a la orden de San Juan de Jerusalén.
No se sabe en qué momento se abandonó. Según la tradición oral, las piedras de las paredes de la capilla estuvieron en pie hasta el siglo XIX. A comienzos del siglo XX se construyó sobre el peñasco una base de cemento para una torre eléctrica, ya retirada.

## Características

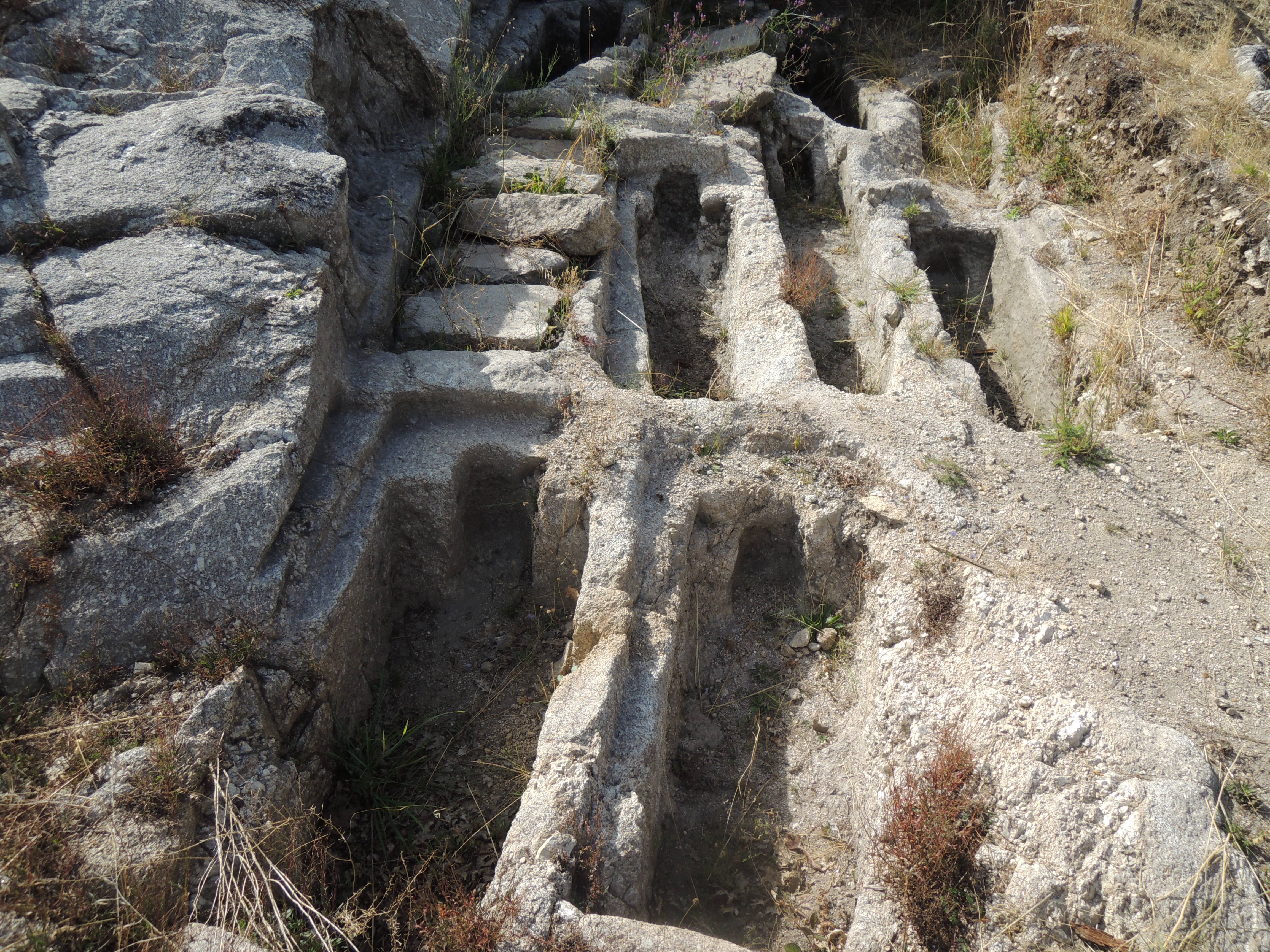
Imágenes de las excavaciones de la capilla y Necrópolis de San Víctor de Barxacova

La capilla se levantaba sobre el peñasco, del que se fueron desprendiendo con el tiempo varias rocas. Se accedía a través de unos escalones por un corredor. La construcción debía tener unos 12 m², y se supone que había un mirador sobre la propia necrópolis.
Las tumbas suelen estar con la cabeza orientada hacia el oeste, con pequeñas variaciones para adaptarse a la orografía del terreno. Hay un gran conjunto de tumbas alineadas al oeste de la capilla, del otro lado del camino. Se conservan algunas de las losas que cubrían las tumbas, posiblemente reutilizadas de unos enterramientos para otros.
En el lado sur de la propia capilla había tres tumbas más: una de ellas inconclusa, y otra no excavada, si no hecha con piedra tallada.

## Excavaciones

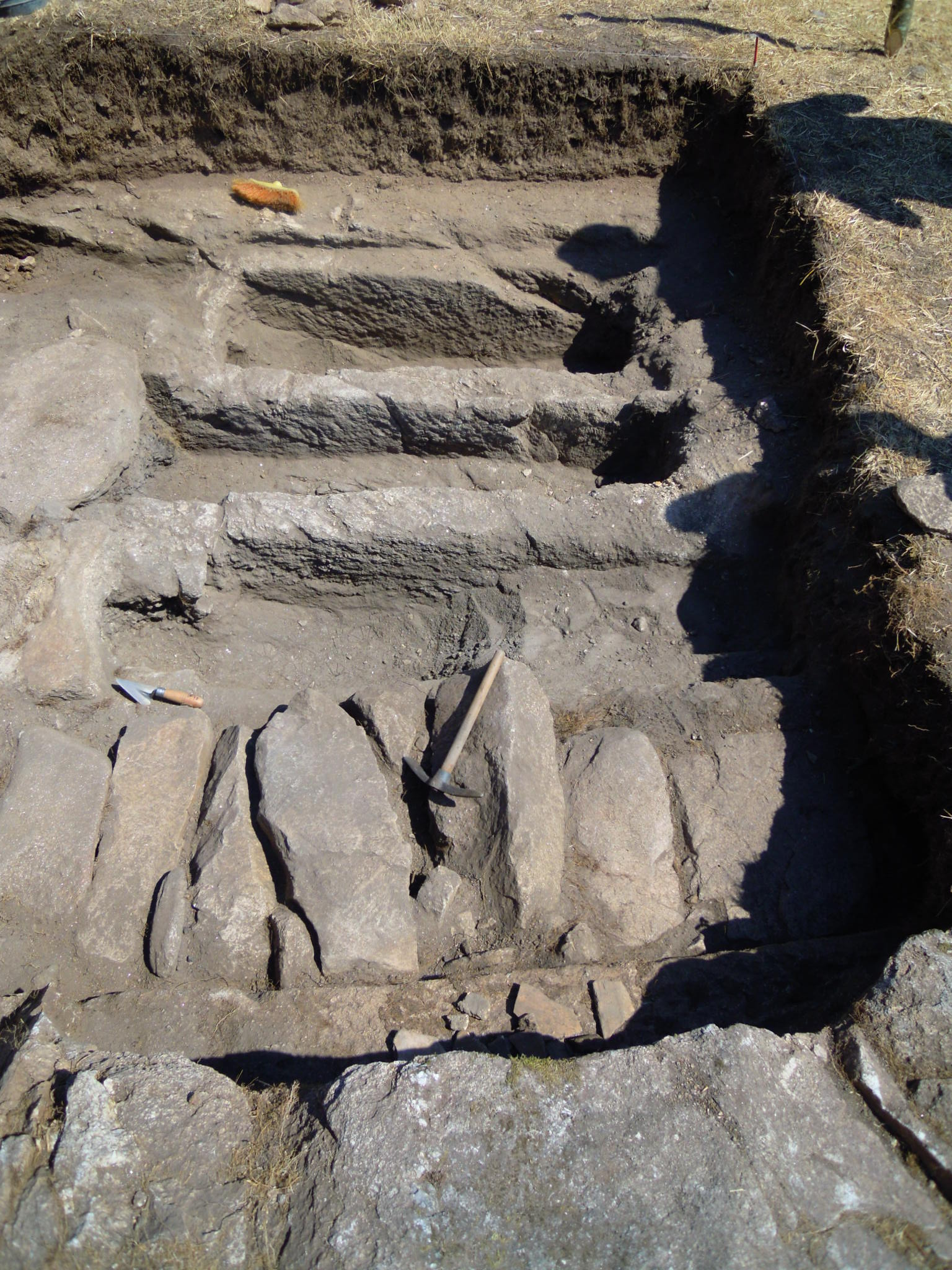
Tumbas en la necrópolis.

La primera campaña comenzó en el 2010, dirigida por Eduardo Breogán Nieto Muñiz, con la limpieza del contorno y la realización de varios sondeos en la explanada. Las excavaciones prosiguen en el verano de 2011.

## Vestigios
Se encontraron muchas piezas de cerámica de cocina, un conrado de Sancho IV de León, un real de vellón de Enrique II de Castilla, y un ceiti de Alfonso V de Portugal.
En una las  tumbas de la capilla apareció un fragmento de tibia humana.

## Tradición
Hasta los comienzos de la excavación en 2010 solo se veían tres tumbas y los restos de la capilla, por lo que se pensó que era un cenobio eremita. Sin embargo la aparición de muchas piezas de cerámica de cocina, y su situación en un camino de paso desechan esa teoría, dando a entender que había un asentamiento estable.
Según la tradición oral, en el lugar se enterraban los muertos de la parroquia de San Lorenzo de Barjacoba, de Forcas, y los del lugar de Ivil, en la parroquia de Pradomao.
Según la tradición, la imagen de San Víctor fue llevada por una noble a su casa de las Quintas, en la parroquia de Chandreja (ayuntamiento de Parada de Sil), vivienda restaurada que aun conserva una capilla privada.